# Varietat conformement plana

El col·lector superior és pla. La inferior no ho és, però és conforme a la primera

Una varietat (pseudo-) Riemanniana és conformement plana si cada punt té un veïnatge que es pot mapar a un espai pla mitjançant una transformació conforme.
A la pràctica, la mètrica {\displaystyle g} de la varietat {\displaystyle M} ha de ser conforme a la mètrica plana {\displaystyle \eta }, és a dir, les geodèsiques mantenen en tots els punts de {\displaystyle M} els angles movent-se d'un a l'altre, a més de mantenir les geodèsiques nul·les sense canvis, això significa que existeix una funció {\displaystyle \lambda (x)} tal que {\displaystyle g(x)=\lambda ^{2}(x)\,\eta }, on {\displaystyle \lambda (x)} es coneix com a factor de conformació i {\displaystyle x} és un punt de la varietat.
Més formalment, deixem {\displaystyle (M,g)} ser una varietat pseudoriemanniana. Aleshores {\displaystyle (M,g)} és conformement pla si per a cada punt {\displaystyle x} en {\displaystyle M}, hi ha un barri {\displaystyle U} de {\displaystyle x} i una funció suau {\displaystyle f} definit a {\displaystyle U} tal que {\displaystyle (U,e^{2f}g)} és pla (és a dir, la curvatura de {\displaystyle e^{2f}g} s'esvaeix {\displaystyle U} ). La funció {\displaystyle f} no cal definir-los en tots {\displaystyle M}.
Alguns autors utilitzen la definició de pla localment conforme quan es refereixen només a algun punt {\displaystyle x} activat {\displaystyle M} i reserveu la definició de conformament pla per al cas en què la relació sigui vàlida per a tots {\displaystyle x} activat {\displaystyle M}.

## Exemples
- Cada col·lector amb una curvatura en secció constant és conformement plana.
- Cada varietat pseudo-riemanniana bidimensional és plana de forma conforme.[2]
  - L'element de línia de les coordenades esfèriques bidimensionals, com l'utilitzat en el sistema de coordenades geogràfiques,

{\displaystyle ds^{2}=d\theta ^{2}+\sin ^{2}\theta \,d\phi ^{2}\,},  té un tensor mètric {\displaystyle g_{ik}={\begin{bmatrix}1&0\\0&sin^{2}\theta \end{bmatrix}}} i no és pla però amb la projecció estereogràfica es pot mapar a un espai pla utilitzant el factor conformal {\displaystyle 2 \over (1+r^{2})}, on {\displaystyle r} és la distància des de l'origen de l'espai pla, obtenint.
{\displaystyle ds^{2}=d\theta ^{2}+\sin ^{2}\theta \,d\phi ^{2}\,={\frac {4}{(1+r^{2})^{2}}}(dx^{2}+dy^{2})}.
- Una varietat pseudo-riemanniana tridimensional és plana de manera conforme si i només si el tensor de Cotton s'esvaeix.
- Una varietat pseudo-riemanniana n -dimensional per a n ≥ 4 és plana de manera conforme si i només si el tensor de Weyl s'esvaeix.
- Tota varietat riemanniana compacta, simplement connectada, conformament euclidiana és conformement equivalent a l'esfera rodona.[3]

- La projecció estereogràfica proporciona un sistema de coordenades per a l'esfera en què la planitud conforme és explícita, ja que la mètrica és proporcional a la plana.

- En la relativitat general, sovint es poden utilitzar varietats planes conformes, per exemple per descriure la mètrica de Friedmann–Lemaître–Robertson–Walker.[4] No obstant això, també es va demostrar que no hi ha rodanxes planes conformes de l'espai-temps de Kerr.[5]

Per exemple, les coordenades Kruskal-Szekeres tenen un element de línia
{\displaystyle ds^{2}=\left(1-{\frac {2GM}{r}}\right)dv\,du} amb tensor mètric {\displaystyle g_{ik}={\begin{bmatrix}0&1-{\frac {2GM}{r}}\\1-{\frac {2GM}{r}}&0\end{bmatrix}}} i per tant no és pla. Però amb les transformacions {\displaystyle t=(v+u)/2} i {\displaystyle x=(v-u)/2}
esdevé
{\displaystyle ds^{2}=\left(1-{\frac {2GM}{r}}\right)(dt^{2}-dx^{2})} amb tensor mètric {\displaystyle g_{ik}={\begin{bmatrix}1-{\frac {2GM}{r}}&0\\0&-1+{\frac {2GM}{r}}\end{bmatrix}}} ,
que és la mètrica plana multiplicada pel factor de conformació {\displaystyle 1-{\frac {2GM}{r}}}.